# آدریان جیگائو
آدریان جیگائو (رومانیایی: Adrian Jigău؛ زادهٔ ۶ ژانویهٔ ۱۹۷۰) وزنه‌بردار اهل رومانی بود.